# Adrian Stoian
Adrian Stoian (* 11. Februar 1991 in Craiova) ist ein rumänischer Fußballspieler. Er steht seit Januar 2019 beim FCSB Bukarest unter Vertrag.

## Karriere
Stoian wurde im Jahr 2008 von AS Rom verpflichtet und gab sein Serie-A-Debüt am 21. März 2009 gegen Juventus Turin, als er gegen Ende der Partie für Mirko Vučinić eingewechselt wurde. Im Jahr 2010 wurde er an Pescara Calcio verliehen, 2011 an AS Bari. Hier fiel er durch gute Leistungen auf, beispielsweise schoss er beim 3:1-Sieg gegen Brescia zwei Tore, am 11. März 2012 erzielte er beim 2:1-Sieg gegen Reggina Calcio den Siegtreffer in der 88. Minute. Trotz seiner Leistungen bei Bari hatte AS Rom keine Verwendung mehr für ihn. Im Jahr 2012 wurde er von Chievo Verona verpflichtet, und im Jahr 2013 nochmals verliehen, diesmal an CFC Genua.
Anfang 2015 verlieh Chievo Stoica an den FC Crotone in die Serie B. Dort konnte er die Verantwortlichen überzeugen, so dass sie ihn im Sommer 2015 fest unter Vertrag nahmen. Am Ende der Saison 2015/16 konnte er mit seinem Klub in die Serie A aufsteigen.

## Erfolge
- Aufstieg in die Serie A: 2016